# Bouin (Deux-Sèvres)
Bouin korábbi község Franciaországban, Deux-Sèvres megyében. Lakosainak száma 134 fő (2015). Bouin Ardilleux, Hanc és Melleran községekkel határos.
2019. január 1-jén három másik korábbi községgel egyesült és az így létrejött Valdelaume új község része lett.

## Népesség
A település népességének változása:
| Lakosok száma | 140  | 134  | 136  |
|               | 2013 | 2015 | 2016 |